# Dumitru Popovici
Dumitru Popovici (ur. 5 sierpnia 1983) – mołdawski piłkarz, od 2013 roku grający w klubie FC Tiraspol. Występuje na pozycji obrońcy.

## Kariera klubowa
Popovici profesjonalną karierę rozpoczął w klubie Tiligul-Tiras Tyraspol. Na początku 2008 roku wyjechał do Syrii, gdzie reprezentował barwy Al-Ittihad Aleppo. Po kilku miesiącach wrócił do kraju, przez pół roku reprezentował barwy Dinama Bendery, a następnie Dacii Kiszyniów. Latem 2013 roku podpisał umowę z FC Tiraspol.

## Kariera reprezentacyjna
W reprezentacji Mołdawii zadebiutował 10 czerwca 2009 roku w towarzyskim meczu przeciwko Białorusi. Na boisku pojawił się w 88 minucie meczu.
| Mecze i gole w reprezentacji | Mecze i gole w reprezentacji | Mecze i gole w reprezentacji | Mecze i gole w reprezentacji | Mecze i gole w reprezentacji | Mecze i gole w reprezentacji | Mecze i gole w reprezentacji |
| #                            | Data                         | Stadion                      | Rywal                        | Wynik                        | Gol                          | Rozgrywki                    |
| 2009                         | 2009                         | 2009                         | 2009                         | 2009                         | 2009                         | 2009                         |
| ---------------------------- | ---------------------------- | ---------------------------- | ---------------------------- | ---------------------------- | ---------------------------- | ---------------------------- |
| 1.                           | 10.06.2009                   | Borysów, Białoruś            | Białoruś                     | 2:2                          | 0                            | towarzyski                   |

## Sukcesy
- Mistrzostwo Mołdawii: 2011
- Superpuchar Mołdawii: 2011